# 畑野森生
畑野 森生（はたの もりお）は、日本の男性アニメーションディレクター。東映アニメーション所属。

## 参加作品

### テレビアニメ
- Xenosaga THE ANIMATION（2005年、演出助手）
- ONE PIECE（2005年、 演出助手、演出）
- デジモンセイバーズ（2006年 - 2007年、演出）
- ゲゲゲの鬼太郎（2007年 - 2008年、演出)
- ねぎぼうずのあさたろう（2009年、演出）
- 怪談レストラン（2009年、演出）
- ハートキャッチプリキュア!（2010年、演出）
- スイートプリキュア♪（2011年、演出）
- 聖闘士星矢Ω（2012年 - 2014年、シリーズディレクター、演出）
- 京騒戯画（2013年、演出）
- ハピネスチャージプリキュア!（2014年 - 2015年、演出）
- ディスク・ウォーズ:アベンジャーズ（2014年 - 2015年、演出）
- ドラゴンボール超（2015年 - 2016年、シリーズディレクター、演出）※第33話から第76話までシリーズディレクター。※第68話以降、羽多野浩平と共同。
- Go!プリンセスプリキュア（2015年 - 2016年、演出）
- タイガーマスクW（2017年、演出）
- キラキラ☆プリキュアアラモード（2017年 - 2018年、演出）
- HUGっと!プリキュア（2018年 - 2019年、演出）
- ゲゲゲの鬼太郎（2018年 - 2020年、演出）
- スター☆トゥインクルプリキュア（2019年 - 2020年、演出）
- ワールドトリガー（2021年 - 2022年、シリーズディレクター）※2ndシーズン以降、シリーズディレクター。
- デジモンゴーストゲーム（2021年、絵コンテ）
- ひろがるスカイ!プリキュア（2023年、演出）
- わんだふるぷりきゅあ!（2024年、演出）